# 勝木敏之
勝木敏之（かつき としゆき、1933年 - ）は、青森県出身の元俳優。本名は長内章蔵。昭和30年代に放送されて人気を博した連続テレビドラマ『快傑ハリマオ』のハリマオ役として知られる。

## 来歴
1933年、青森市に生まれる。
1952年、青森県立青森工業高等学校電気科を卒業後、日本大学芸術学部映画学科に進学。
1956年、劇団俳優座の演劇研究所付属俳優養成所の第8期生となる。同期には山﨑努・水野久美・山本耕一・河内桃子・柳川慶子などがいる。
1960年から1961年まで日本テレビ系列で放送された宣弘社製作のテレビドラマ『快傑ハリマオ』では、一般公募による200人の中から主役に選ばれてハリマオを演じた。芸名は、LP「なつかしの少年映画名作劇場　快傑ハリマオ」に寄せた安井ひさしの紹介によると、宣弘社社長の小林利雄が自分の名前の「利」を「敏」に変えて命名したと言う。
『快傑ハリマオ』で共演した町田泉は「真面目で静かな人。（劇中で使用する）フェンシングや鞭の練習を一生懸命行っていた」と回想している。また、町田と同じく『快傑ハリマオ』で共演した内藤雅行も「物静かで優しい人。徹底してハリマオの動きを研究していた人だった」と語っている。
番組終了当時、子供たちの間では『ハリマオ役の俳優が撮影中にゾウに踏まれて（またはワニに食べられて）死亡したために番組が終了した』という噂話がまことしやかに囁かれるという事象が発生したが、実際は『快傑ハリマオ』が終了した2年後の時点でも勝木は『隠密剣士』などに出演しており、事故死説は事実無根の噂話である。
俳優業を引退した後の1965年に東京・五反田で居酒屋「蔵」を経営しており 、『隠密剣士』で共演した牧冬吉も訪ねたことがあるという（現在は閉店）。翌年の1966年に結婚。1979年に「快傑ハリマオ」のファンだった倉橋敦司が「快傑ハリマオ」の同人誌を刊行したいと考え、本名を元に電話帳で自宅の電話番号を調べて直接電話を掛けた。当初は「制作会社に聞いてほしい」と繰り返すばかりだったが、倉橋が「『快傑ハリマオ』のファンでストーリーも覚えている」と告げると態度を軟化させつつも「仕事として漫画に出演しただけ。今になって出演の感想も何もない」と語った。だが談話を会報に掲載したいと告げた時は、苦笑しながら「変なことを書くと許しませんよ」と語ったが「インタビューを掲載するな」とは言わなかった。その後インタビューの内容をまとめて手紙を送った際も、特にクレームは出なかった。その後、1985年に写真誌「ズームイン」の企画にて、ライターの石橋春海が当時の勝木の住まいと思われる連絡先や青森の実家に取材を試みるも、いずれも勝木の名前を出した途端に取り合ってもらえなくなり、結局取材は叶わなかったとのことで、以後の消息は不明である。2013年には宣弘社の方でも勝木の行方を探している。

## 人物・エピソード
日本テレビで放送された肢体不自由児の実情を紹介するテレビ番組に出演した女児が『ハリマオ』のファンであることを番組のプロデューサーに話したことがきっかけとなり、1961年1月に勝木が女児と対面することになる。対面に際して勝木は女児がファンなのは俳優の自分ではなくハリマオであるからとして、ハリマオの衣装を身に着けて女児と対面した。

## 出演作品

### テレビ
- 快傑ハリマオ（1960年 - 1961年、NTV / 宣弘社プロダクション） - ハリマオ 役
- 隠密剣士（TBS / 宣弘社プロダクション）
  - 第一部「隠密剣士」（1962年） - 松前藩士・鬼場陣十郎 役
  - 第三部「忍法伊賀十忍」（1963年） - 伊賀忍者の頭領・百々地源九郎 役

### 舞台
- 明智光秀（1957年、文学座） - 織田方の士族 役※長内章蔵名義[11]
- 令嬢ジュリー（1958年、劇団俳優座） - 村人 役※長内章蔵名義[12]